# Разделна (Варненська область)
Разде́лна (болг. Разделна) — село у Варненській області Болгарії. Входить до складу общини Белослав.

## Населення
За даними перепису населення 2011 року у селі проживали 516 осіб.
Національний склад населення села:
| Національність   | Кількість осіб | Відсоток |
| ---------------- | -------------- | -------- |
| болгари          | 461            | 95,4%    |
| турки            | 4              | 0,8%     |
| Всього відповіли | 483            |          |

Розподіл населення за віком у 2011 році:
Динаміка населення: